# 韩玘
韩玘（?—?），战国韩国的相國。
韩玘是韓昭侯時期的大臣。韓昭侯十四年（前349年），赵肅侯夺晋静公殘餘的食邑端氏，將晋静公驅逐到韓國的屯留，韩玘殺了晋静公。晉國絕祀。
後來李斯說趙高“兼行田常、子罕之逆道而劫陛下之威信，其志若韩玘为韩安相也”。